# 碧洲镇 (大兴安岭地区)
碧洲镇，是中华人民共和国黑龙江省大兴安岭地区新林区下辖的一个乡镇级行政单位。

## 行政区划
碧洲镇下辖以下地区：
碧洲社区。